# Jacetania

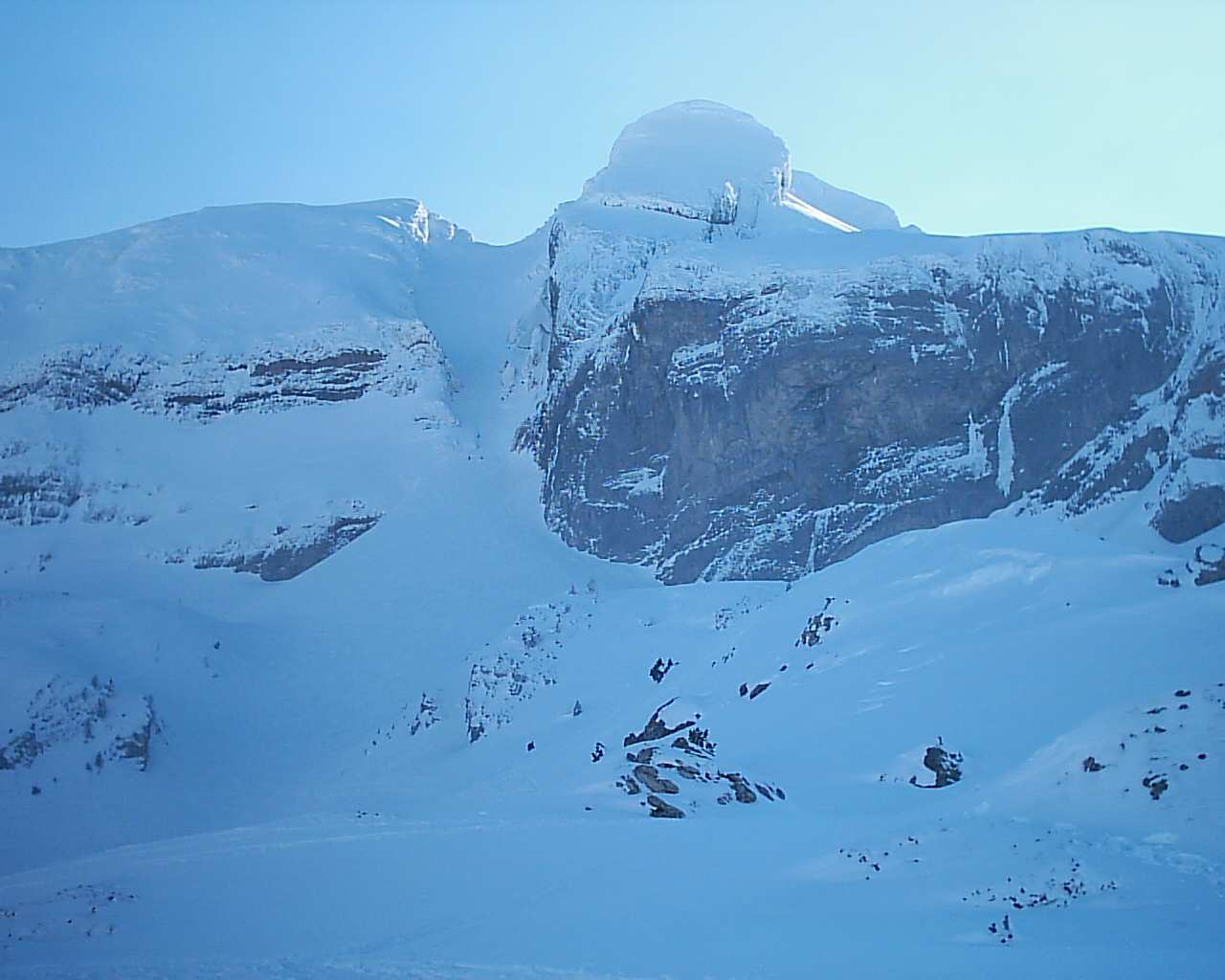
Candanchú: il Tubo de la Zapatilla in inverno

La Jacetania (in aragonese: Chazetania) è una delle 33 comarche dell'Aragona, nella Spagna pirenaica. Ha una popolazione di 18 664 abitanti e il suo capoluogo è Jaca.

## Geografia fisica
Ufficialmente riconosciuta nel 2002, è la comarca più nord-occidentale dell'Aragona e comprende 20 comuni, suddivisi tra le province di Huesca (16 comuni) e di Saragozza (4 comuni). I comuni jacetani appartenenti alla provincia di Huesca sono: Aísa, Ansó, Aragüés del Puerto, Bailo, Borau, Canal de Berdún, Canfranc, Castiello de Jaca, Fago, Jaca, Jasa, Puente la Reina de Jaca, Santa Cilia, Santa Cruz de la Serós, Valle de Hecho, Villanúa, mentre Artieda, Mianos, Salvatierra de Esca e Sigüés dipendono dalla provincia di Saragozza.

### Territorio
La Jacetania confina a nord con la Francia (dipartimento dei Pirenei Atlantici), a ovest con la Navarra, a sud e ad est con le comarche aragonesi di Cinco Villas, Hoya de Huesca e Alto Gállego. È un territorio prevalentemente montagnoso, attraversato a settentrione dalla catena dei Pirenei (la Collarada, con i suoi 2886 m, è la cima più alta del territorio) e nella sua parte più meridionale dai primi contrafforti prepirenaici. Fra i due sistemi montuosi si sviluppa una valle fluviale, formata dal fiume Aragón (da cui prese avvio la storia, oltre che il nome, dapprima della contea e poi del regno d'Aragona) e dai suoi affluenti, dove sorge il capoluogo comarcale Jaca, che ospita oggigiorno (2010) circa il 72% dell'intera popolazione jacetana (13.374 residenti su un totale di 18.664).

### Clima
Pur ricevendo moderati influssi oceanici (provenienti dal golfo di Biscaglia) e mediterranei (dalla vicina valle dell'Ebro), il clima della comarca è tipico del sistema pirenaico, con inverni generalmente freddi (rigidi al di sopra dei 1000–1200 m) ed estati miti (fresche al di sopra dei 1000–1200 m). La temperatura tende a diminuire con l'altitudine, mentre le precipitazioni, che nella stagione invernale assumono spesso un carattere nevoso, sono più copiose nelle zone di alta e media montagna che nelle valli interne.
| Nome | alt  | tma  | tmg | tml  | prec   | lc                   |
| Canfranc | 1190 | 8,4  | 1,9 | 16,9 | 1870,7 | Pirenei              |
| Jaca | 818  | 11,0 | 3,5 | 20,1 | 856,6  | Valle intrapirenaica |
| Sigüés | 521  | 12,3 | 4,3 | 21,8 | 775,2  | Valle intrapirenaica |
| Nome = nome della stazione meteorologica; alt = altitudine sul livello del mare in metri; tma = temperatura media annua in °C; tmg = temperatura di gennaio in °C; tml = temperatura media di luglio in °C; prec = precipitazioni annue in millimetri; lc = localizzazione geografica all'interno della comarca. |      |      |     |      |        |                      |

## Storia
Territorio abitato in età protostorica da una popolazione di incerta origine ma certamente iberizzata, gli Jacetani, fu conquistato da Marco Porcio Catone nel 195-194 a.C. Subì successivamente un profondo processo di romanizzazione, conoscendo una relativa prosperità economica in tarda età repubblicana e nei primi secoli dell'Impero. Decaduto a seguito delle invasioni barbariche, fu occupato dai Visigoti, divenendo successivamente tributario degli emiri Omayyadi di Al-Andalus, che tuttavia ne rispettarono l'integrità territoriale e le libertà (VIII secolo). Passato sotto il controllo dei sovrani carolingi (IX secolo), poi dei re di Navarra, costituì il nucleo originario dapprima dell'antica contea e poi del Regno d'Aragona (dal 1035), che ebbe come sua prima capitale la città di Jaca. Seguì successivamente le sorti della Corona d'Aragona e del Regno di Spagna.

## Monumenti e luoghi d'interesse
A testimonianza del suo passato glorioso, nel territorio jacetano sono racchiusi alcuni tesori architettonici, fra cui il monastero di San Juan de la Peña dove, secondo una leggenda, fu custodito in età medievale il Santo Graal, e la chiesa di San Caprasio, in stile romanico lombardo, entrambi a Santa Cruz de la Serós; il monastero di San Pedro de Siresa nella Valle de Hecho; la cattedrale di San Pedro a Jaca, considerata fra le più antiche di Spagna.
Territorio di frontiera, la Jacetania ebbe una rilevante funzione strategica in età moderna. Ancor oggi si possono ammirare alcune fortezze costruite fra il XVI e il XIX secolo, come la Torre de fusileros a Canfranc, il forte del Rapitán e la Ciudadela, entrambi a Jaca. Quest'ultima è un'impressionante piazzaforte, in perfetto stato di conservazione, fatta erigere da Filippo II in funzione anti-francese. Il progetto e la realizzazione furono affidati a uno dei massimi esperti di architettura militare del tempo, l'italiano Tiburzio Spannocchi.

## Società

### Evoluzione demografica
| Comune                  | Superficie (km²) | % sul totale | Abitanti (2010) | % sul totale | Densità (ab/km²) | Altitudine (metri) | Distanza da Jaca (km) | Frazioni e località |
| ----------------------- | ---------------- | ------------ | --------------- | ------------ | ---------------- | ------------------ | --------------------- | --- |
| Aísa                    | 81,0             | 4,4          | 362             | 1,9          | 4,46             | 1.043              | 20,8                  | Candanchú, Esposa, Sinués |
| Ansó                    | 223,1            | 12,0         | 491             | 2,6          | 2,20             | 860                | 53,0                  | |
| Aragüés del Puerto      | 64,4             | 3,5          | 128             | 0,7          | 1,98             | 970                | 33,0                  | |
| Artieda                 | 13,6             | 0,7          | 94              | 0,5          | 6,91             | 652                | 46,9                  | |
| Bailo                   | 164,4            | 8,8          | 296             | 1,6          | 1,80             | 714                | 26,2                  | Alastuey, Arbués, Arrés, Larués, Paternoy |
| Borau                   | 41,7             | 2,2          | 81              | 0,4          | 1,94             | 1.008              | 14,4                  | |
| Canal de Berdún         | 133,3            | 7,2          | 396             | 2,1          | 2,97             | 688                | 30,0                  | Berdún, Biniés, Majones, Martes, Villarreal de la Canal |
| Canfranc                | 71,6             | 3,9          | 624             | 3,4          | 8,71             | 1.040              | 17,8                  | Canfranc-estación. |
| Castiello de Jaca       | 17,3             | 0,9          | 256             | 1,4          | 14,79            | 921                | 7,2                   | Aratorés |
| Fago                    | 28,8             | 1,6          | 26              | 0,1          | 0,90             | 888                | 53,0                  | |
| Jaca                    | 406,3            | 21,9         | 13.374          | 71,7         | 32,91            | 818                |                       | Abay, Abena, Ara, Araguás del Solano, Ascara, Asieso, Atarés, Badaguás, Banaguás, Baraguás, Barós, Bernués, Bescós de Garcipollera, Binué, Botaya, Caniás, Espuéndolas, Fraginal, Fraginal Bajo, Gracionépel, Guasa, Guasillo, Ipas, Jarlata, Lastiesas Altas, Lastiesas Bajas, Lerés de Jaca, Martillué, Navasa, Navasilla, Novés, Orante, Osia, Puerto de Astún, Ulle, Villanovilla |
| Jasa                    | 8,9              | 0,5          | 116             | 0,6          | 13,03            | 944                | 30,4                  | |
| Mianos                  | 14,8             | 0,8          | 41              | 0,2          | 2,77             | 692                | 48,9                  | |
| Puente la Reina de Jaca | 48,1             | 2,6          | 215             | 1,2          | 4,46             | 707                | 21,2                  | Javierregay, Santa Engracia de Jaca |
| Salvatierra de Esca     | 81,2             | 4,4          | 235             | 1,3          | 2,89             | 582                | 52,9                  | Lorbés |
| Santa Cilia             | 28,1             | 1,5          | 209             | 1,1          | 7,43             | 649                | 14,7                  | Somanés |
| Santa Cruz de la Serós  | 27,0             | 1,5          | 136             | 0,7          | 5,03             | 788                | 15,9                  | Binacua |
| Sigüés                  | 101,8            | 5,5          | 132             | 0,7          | 1,29             | 521                | 47,9                  | Asso-Veral, Escó, Tiermas |
| Valle de Hecho          | 234,4            | 12,6         | 960             | 5,2          | 4,09             | 800                | 44,4                  | Embún, Hecho, Santa Lucía, Siresa, Urdués |
| Villanúa                | 58,2             | 3,1          | 492             | 2,6          | 8,45             | 953                | 14,1                  | |
| Totale                  | 1.857,9          |              | 18.664          |              | 10,05            |                    |                       | |

### Festività
La festività principale è Sant'Eurosia, patrona della comarca, che si celebra il 25 giugno.